# 中條サエ子
中條 サエ子（なかじょう さえこ、旧芸名は中條 佐栄子、1964年10月9日 - ）は、日本の女優。演劇集団 円所属。164cm。50kg。東京都出身。

## 出演

### テレビドラマ
- 教師びんびん物語II 第11話「お母さんごめんね」（1989年、フジテレビ）
- 警視庁・捜査一課長 - 西嶋幸代 役
- こころ
- 女優 麗子〜炎のように
- 松本清張二夜連続ドラマスペシャル・第二夜 松本清張「霧の旗」
- 模倣犯 (小説)（2016年） - 坂崎みよこ 役
- アンサング・シンデレラ 病院薬剤師の処方箋（2020年） - 講師 役
- MIU404（2020年） - 売店のおばちゃん 役
- 月曜プレミア8 再雇用警察官 第4作（2022年）
- 家族だから愛したんじゃなくて、愛したのが家族だった（2023年） - 大川久子 役
- 相棒 Season22（2023年） - 黒岩希美 役
- 特捜9 final season 第2話（2025年4月16日、テレビ朝日） - 三笠鈴子 役[2]
- こんばんは、朝山家です。 第5話（2025年8月17日、朝日放送テレビ・テレビ朝日） - 佐藤美香子 役[3]

### 吹き替え
- ER緊急救命室
  - シーズンⅧ #4（リン）
  - シーズンXI #8（ベニータ・エスコバー〈モニカ・ガルシア〉）
- WITHOUT A TRACE/FBI 失踪者を追え!（マギー、テレサ）
- 警察署長 ジェッシイ・ストーン 暗夜を渉る
- 警察署長 ジェッシイ・ストーン 湖水に消える
- コーヒープリンス1号店
- デスパレートな妻たち
- バンテージ・ポイント
- フィービー・ケイツの私の彼は問題児（ドドンパ）（ジェニー）
- ボードウォーク・エンパイア 欲望の街
- ボトム・ダウン（アイリーン）

### CM
- 聖教新聞 アヤトのラジオ編（2024年7月 - ） - アヤトの祖母 役
- アサヒビール よわない贅沢WEBCM「よわない日記 -巣立ち-」篇（2025年5月） - 母親 役 ※ 平井まさあき（男性ブランコ）と共演

### 舞台
※ 詳細については 公式プロフィール を参照。